# Västerort
Västerort benämns den del av Stockholms kommun som ligger väster och nordväst om innerstaden. Stockholms kommun betecknar Västerort som ett stadsområde. I Västerort bor drygt 210 000 invånare (2010).
Västerort består av de områden som inkorporerades med Stockholm 1916 (dåvarande Bromma församling, utom Essingeöarna som räknas till Stockholms innerstad) och 1949 (dåvarande Spånga församling och Hässelby villastads köping) samt områden som senare tillförts från kommunerna Järfälla och Sollentuna.
I rättsligt hänseende tillhör Västerort från och med den 1 april 2007 Solna domsaga.
Polisiärt är Västerort indelat i två lokalpolisområden: Rinkeby (Rinkeby-Kista och Spånga-Tensta stadsdelsområden) och
Vällingby (Hässelby-Vällingby och Bromma stadsdelsområden samt Ekerö). Dessa ingår båda i Polisområde Stockholm nord. Före 2015 ingick Västerort i Västerorts polismästardistrikt tillsammans med Solna och Sundbybergs kommuner, alltså samma område som Solna domsaga.
Västerorts åklagarkammare omfattar samma område som domsagan och polismästardistriktet samt dessutom Gotland (dock finns ett lokalkontor i Visby).

## Stadsdelsområden
Västerort indelas sedan 2023 i tre stadsdelsområden:
- Bromma stadsdelsområde
- Hässelby-Vällingby stadsdelsområde
- Järva stadsdelsområde

## Stadsdelar
| Stadsdel                | Yta (km²) | Invånare (2004) | Invånare/km² |
| ----------------------- | --------- | --------------- | ------------ |
| Abrahamsberg            | 0,42      | 2 761           | 6 573,81     |
| Akalla                  | 6,75      | 8 334           | 1 234,67     |
| Alvik                   | 0,52      | 990             | 1 903,85     |
| Beckomberga             | 0,82      | 2 578           | 3 143,9      |
| Blackeberg              | 1,57      | 5 921           | 3 771,34     |
| Bromma Kyrka            | 1,11      | 2 430           | 2 189,19     |
| Bromsten                | 2,09      | 5 564           | 2 662,2      |
| Bällsta                 | 1,33      | 801             | 602,26       |
| Eneby                   | 0,34      | 782             | 2 300        |
| Flysta                  | 0,78      | 2 154           | 2 761,54     |
| Grimsta                 | 2,75      | 3 576           | 1 300,36     |
| Hansta*                 | 0         | 0               | 0            |
| Husby                   | 1,85      | 11 657          | 6 301,08     |
| Hässelby gård           | 1,34      | 8 715           | 6 503,73     |
| Hässelby strand         | 0,91      | 6 521           | 7 165,93     |
| Hässelby villastad      | 7,58      | 17 087          | 2 254,22     |
| Höglandet               | 0,44      | 1 345           | 3 056,82     |
| Kista                   | 4,14      | 10 140          | 2 449,28     |
| Kälvesta                | 1,18      | 4 364           | 3 698,31     |
| Lunda                   | 1,32      | 7               | 5,3          |
| Mariehäll               | 0,73      | 1 368           | 1 873,97     |
| Nockeby                 | 0,98      | 3 032           | 3 093,88     |
| Nockebyhov              | 1,64      | 2 600           | 1 585,37     |
| Norra Ängby             | 2         | 4 926           | 2 463        |
| Nälsta                  | 1,35      | 4 544           | 3 365,93     |
| Olovslund               | 0,27      | 543             | 2 011,11     |
| Riksby                  | 3,73      | 3 566           | 956,03       |
| Rinkeby                 | 1,27      | 16 053          | 12 640,16    |
| Råcksta                 | 1,43      | 4 484           | 3 153,66     |
| Smedslätten             | 1,03      | 2 372           | 2 302,91     |
| Solhem                  | 3,09      | 7 337           | 2 374,43     |
| Stora Mossen            | 0,64      | 1 352           | 2 112,5      |
| Sundby                  | 1,17      | 1 774           | 1 516,24     |
| Södra Ängby             | 1,09      | 1 722           | 1 579,82     |
| Tensta                  | 2,05      | 17 463          | 8 518,54     |
| Traneberg               | 0,91      | 6 793           | 7 464,84     |
| Ulvsunda                | 0,82      | 2 063           | 2 515,85     |
| Ulvsunda industriområde | 1,38      | 2 513           | 1 821,01     |
| Vinsta                  | 1,67      | 3 026           | 1 811,98     |
| Vällingby               | 1,38      | 6 642           | 4 813,04     |
| Åkeshov                 | 0,27      | 681             | 2 522,22     |
| Åkeslund                | 0,51      | 2 907           | 5 700        |
| Ålsten                  | 1,35      | 3 262           | 2 416,3      |
| Äppelviken              | 0,77      | 1 799           | 2 336,36     |
| Totalt                  | 68,77     | 198 549         | 2 887,15     |

- ) Naturområdet Hansta är en officiell stadsdel, ingår i Akalla stadsdel.

## Församlingar
Svenska kyrkan har följande församlingar inom Västerort:
- Bromma församling
- Hässelby församling
- Spånga-Kista församling
- Vällingby församling
- Västerleds församling

## Distrikt
Från 2016 indelas Västerort för befolkningsrapportering i följande distrikt:
- Bromma distrikt
- Hässelby distrikt
- Kista distrikt
- Spånga distrikt
- Vällingby distrikt
- Västerleds distrikt

## Postorter
Postorter i Västerort:
- Bromma (Postnummer 161 XX, 167 XX, 168 XX)
- Vällingby (Postnummer 162 XX)
- Spånga  (Postnummer 163 XX)
- Kista  (Postnummer 164 XX)
- Hässelby (Postnummer 165 XX)

## Kollektivtrafik
Västerort har goda kollektiva trafikförbindelser med framför allt Stockholms innerstad, men också med andra delar av Stockholmsregionen. Spårvägsnätet nådde området 1914, och sedan 1952 står Stockholms tunnelbana för huvuddelen av det kollektiva resandet. Gröna linjen har 13 stationer i Västerort och blå linjen 6. En pendeltågsstation (Spånga) ligger i Västerort. Busstrafiken mot Mälaröarna har sin utgångspunkt från Brommaplan. Nockebybanan går i sin helhet inom Västerort, medan Tvärbanan har sju hållplatser (2021).